# Biserica Adormirea Maicii Domnului din Vințu de Jos
Biserica Adormirea Maicii Domnului din Vințu de Jos este un monument istoric aflat pe teritoriul satului Vințu de Jos, comuna Vințu de Jos. În Repertoriul Arheologic Național, monumentul apare cu codul 8835.09.

## Istoric
În anul 1733 a fost menționat ca paroh al acestei biserici protopopul Toma, ajutat de încă un preot cu numele Simeon.

## Imagini

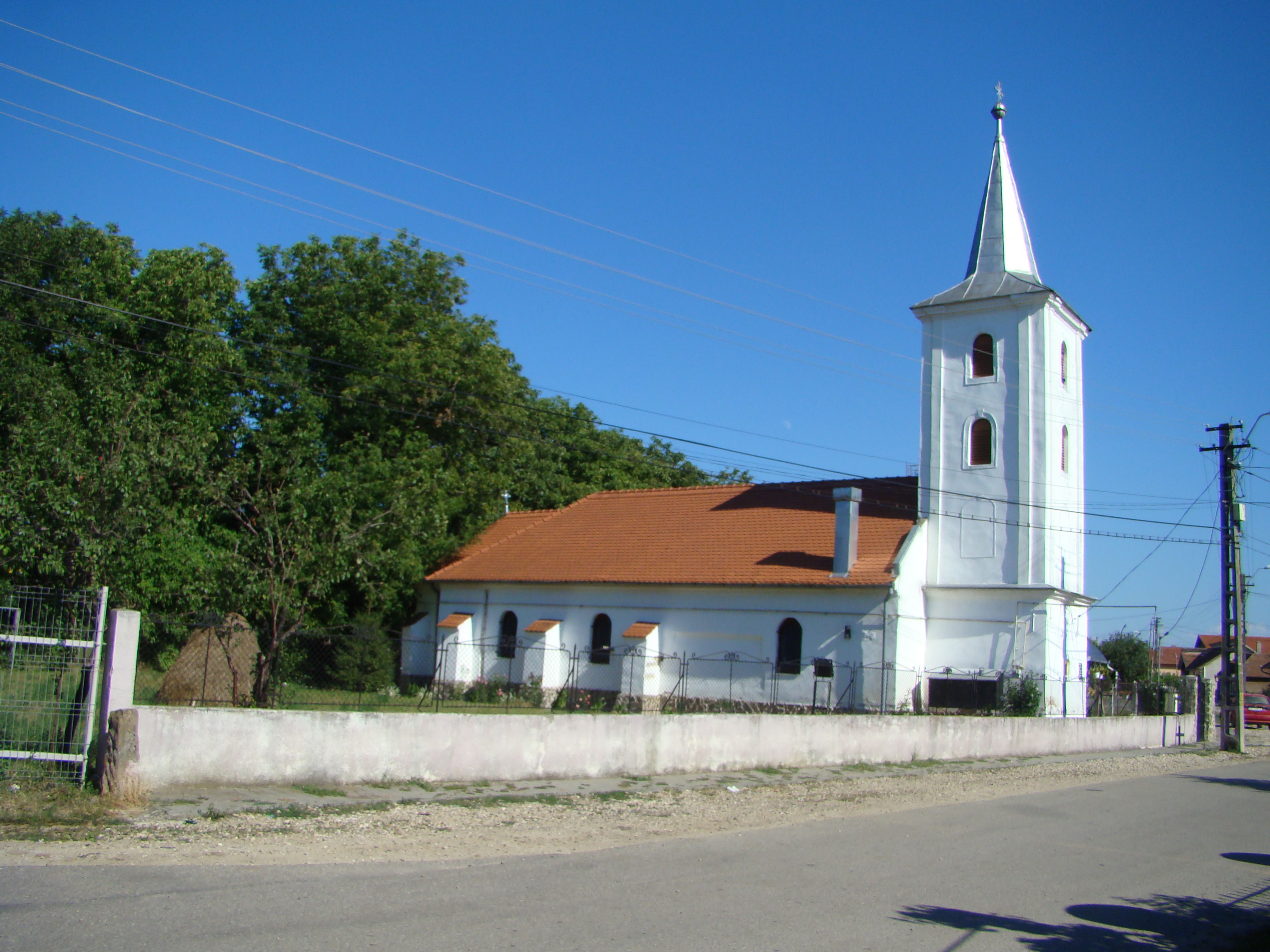
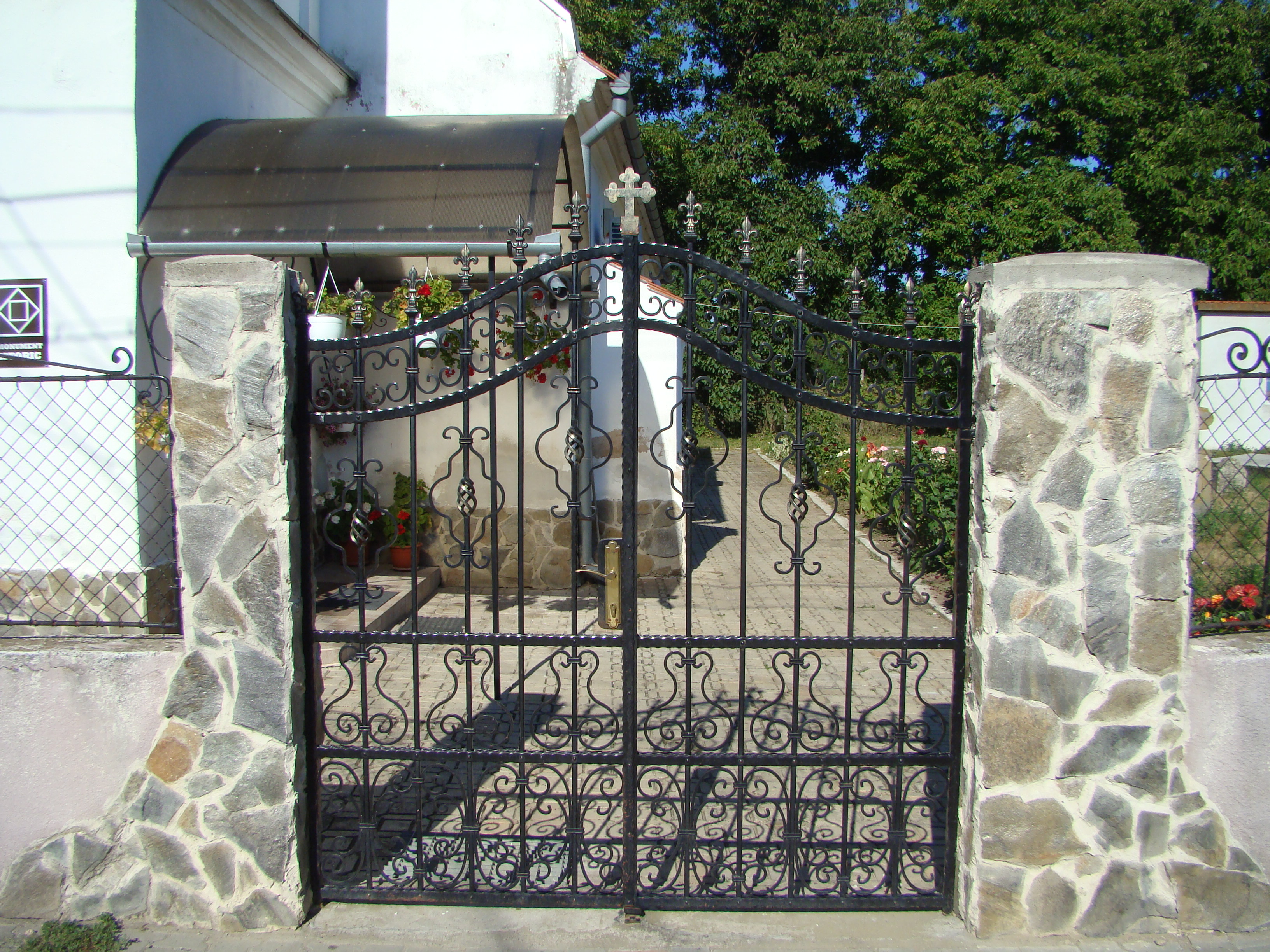
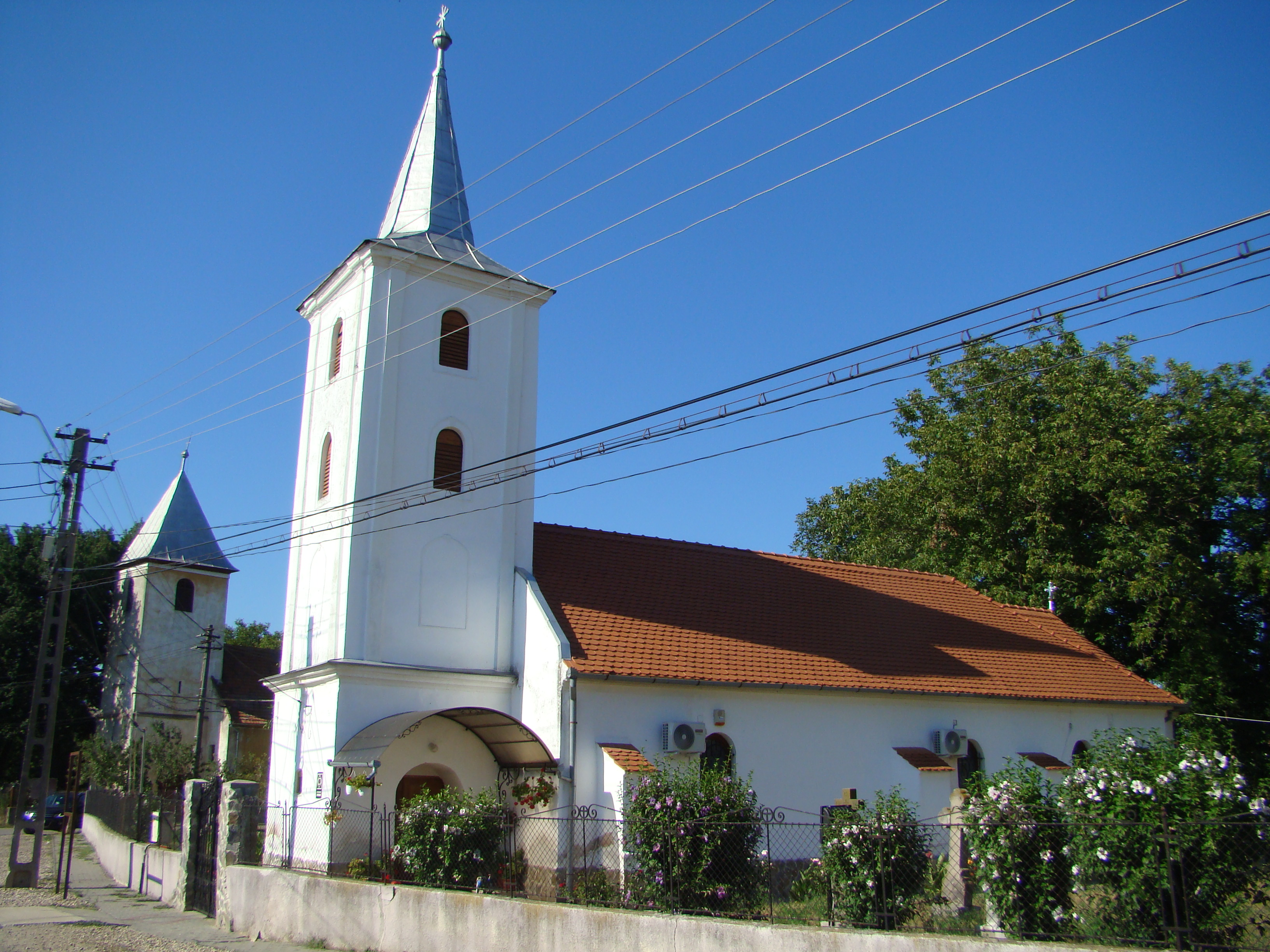
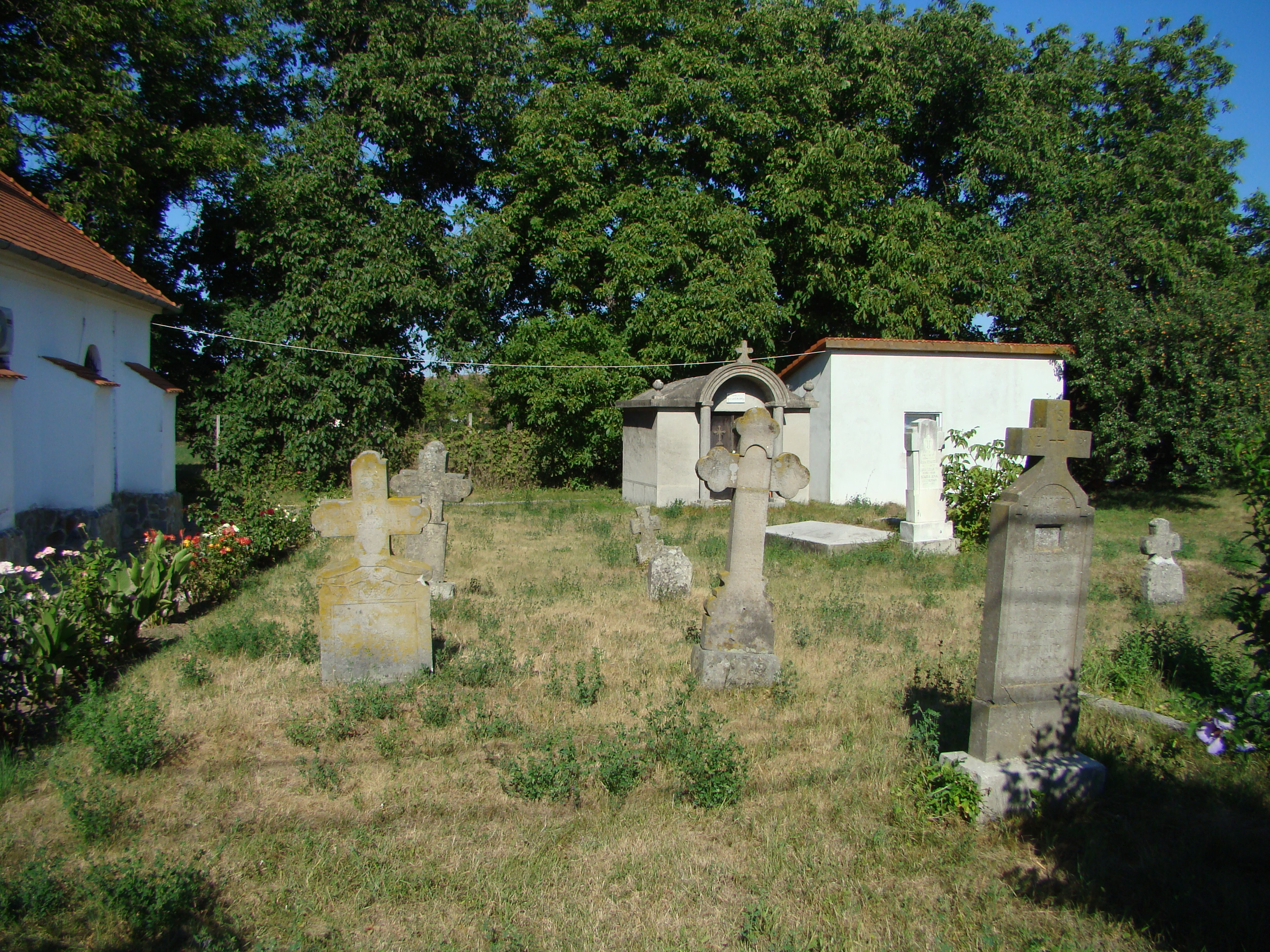
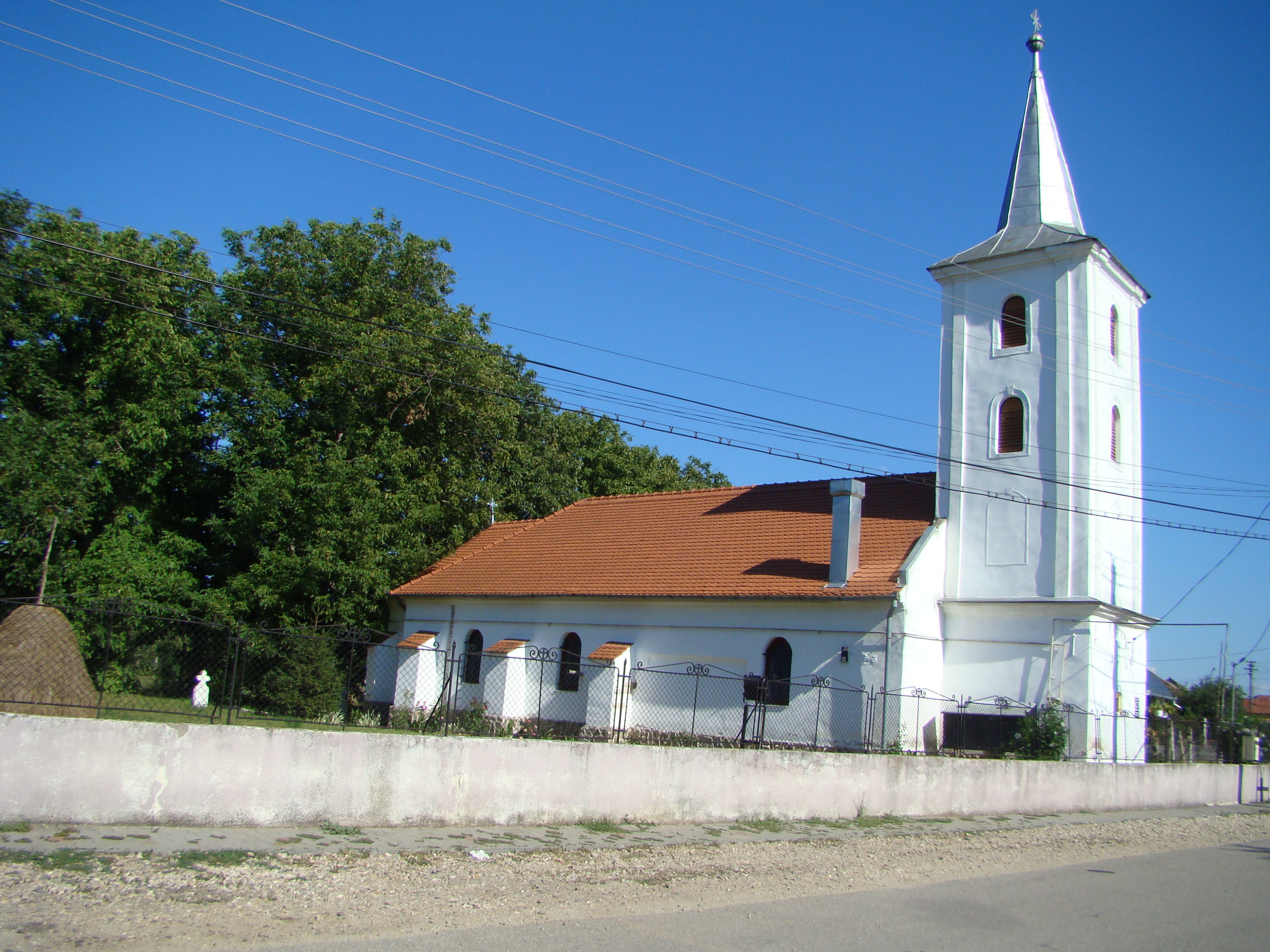
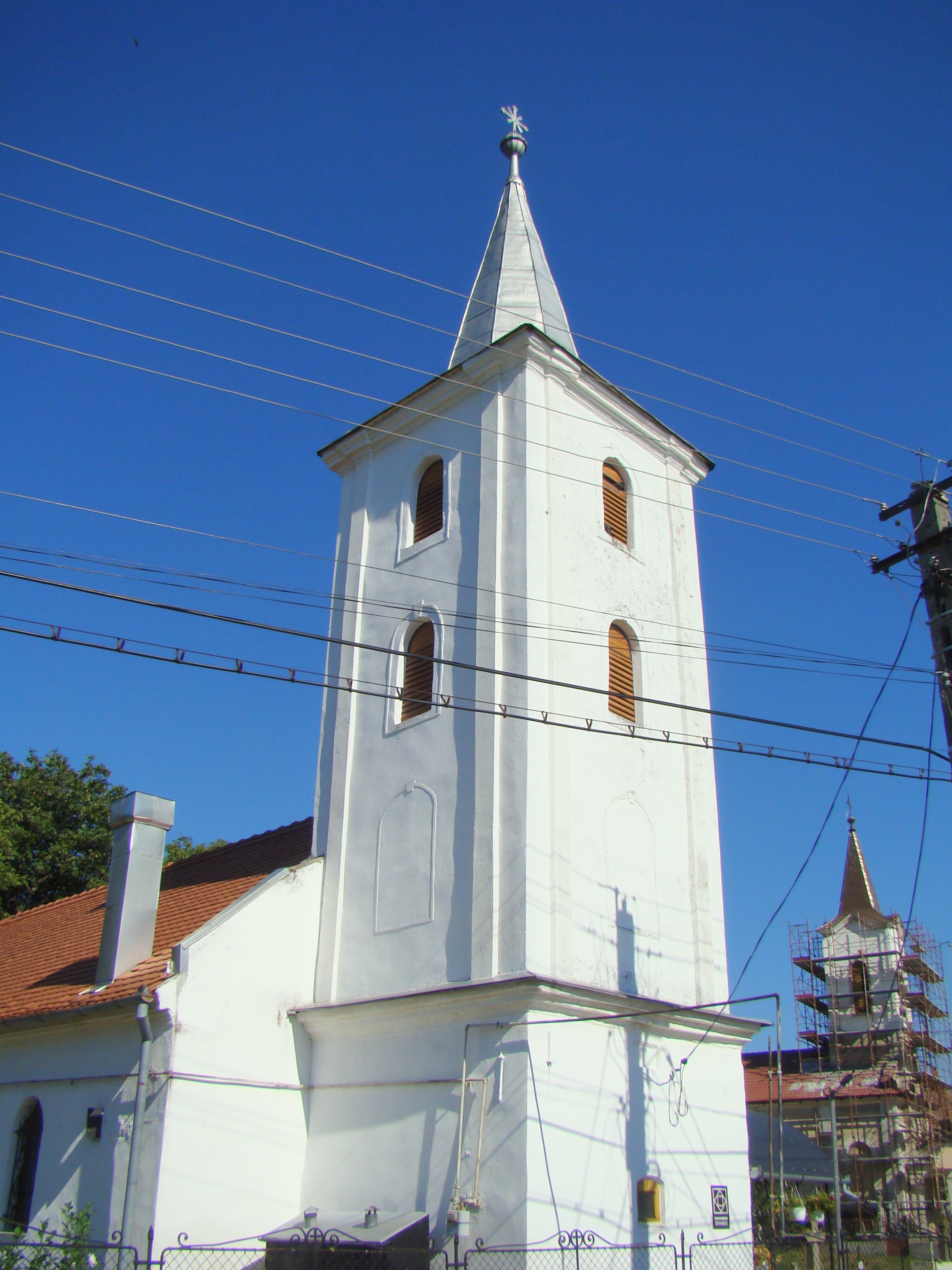
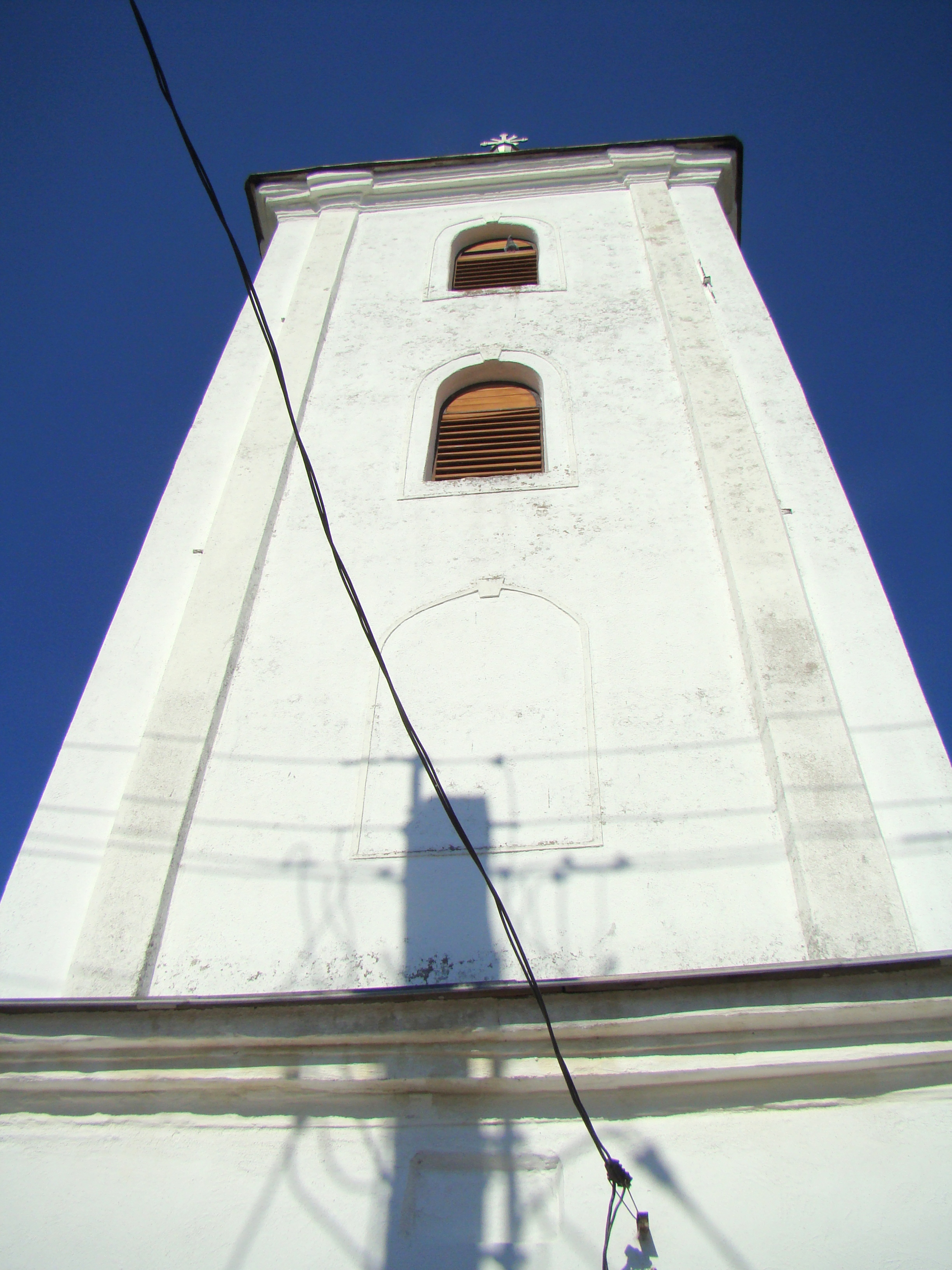
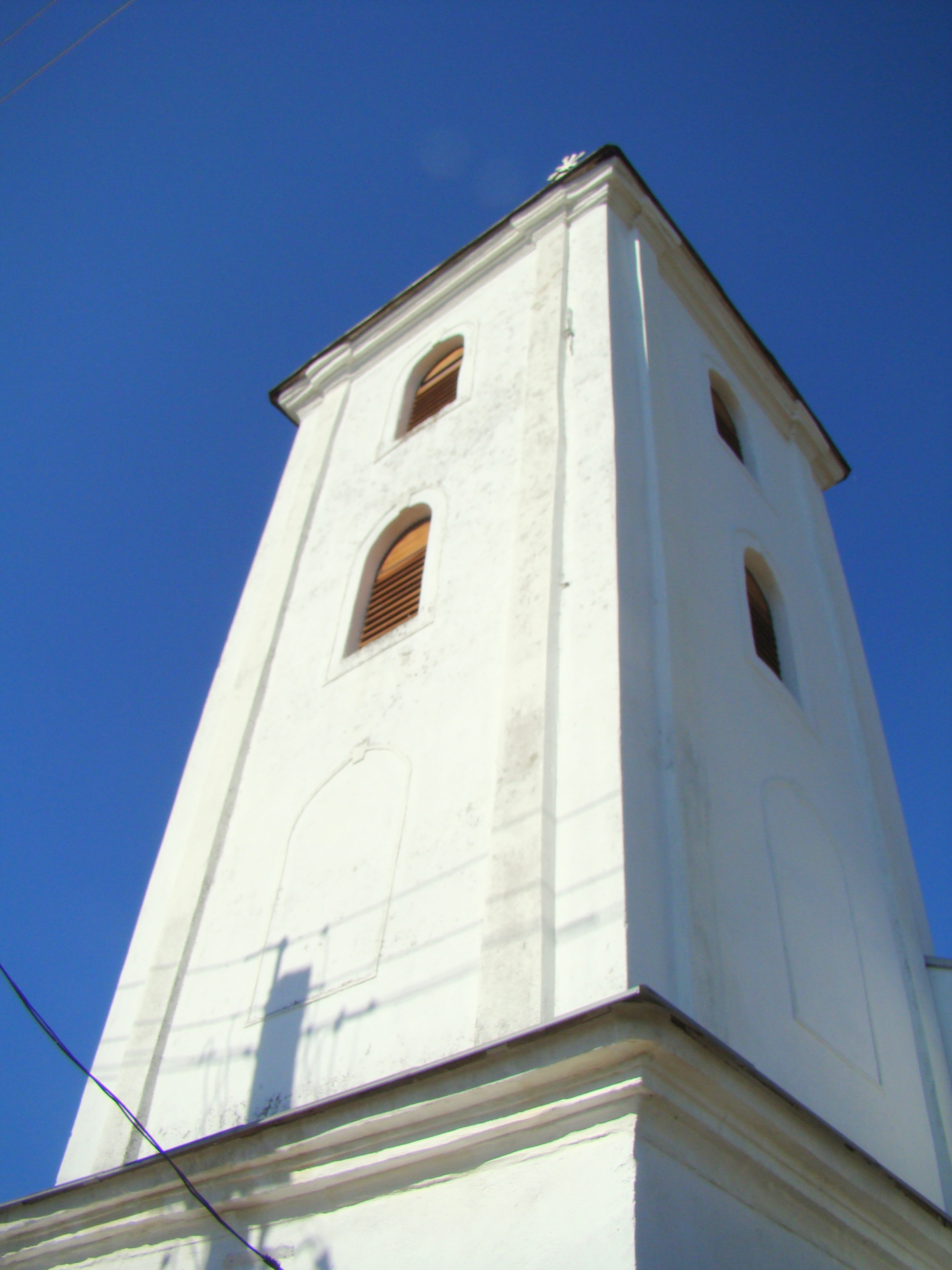
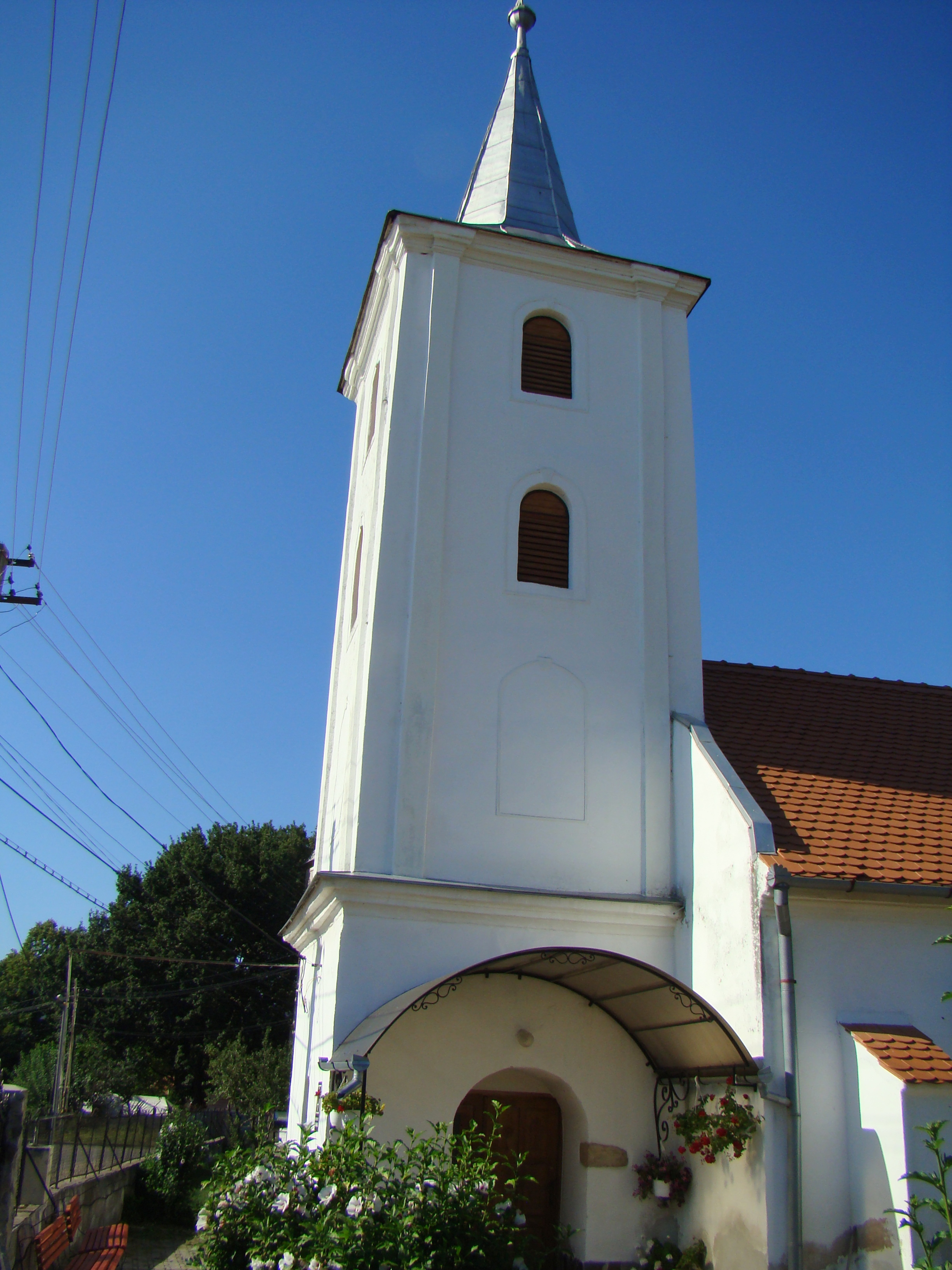
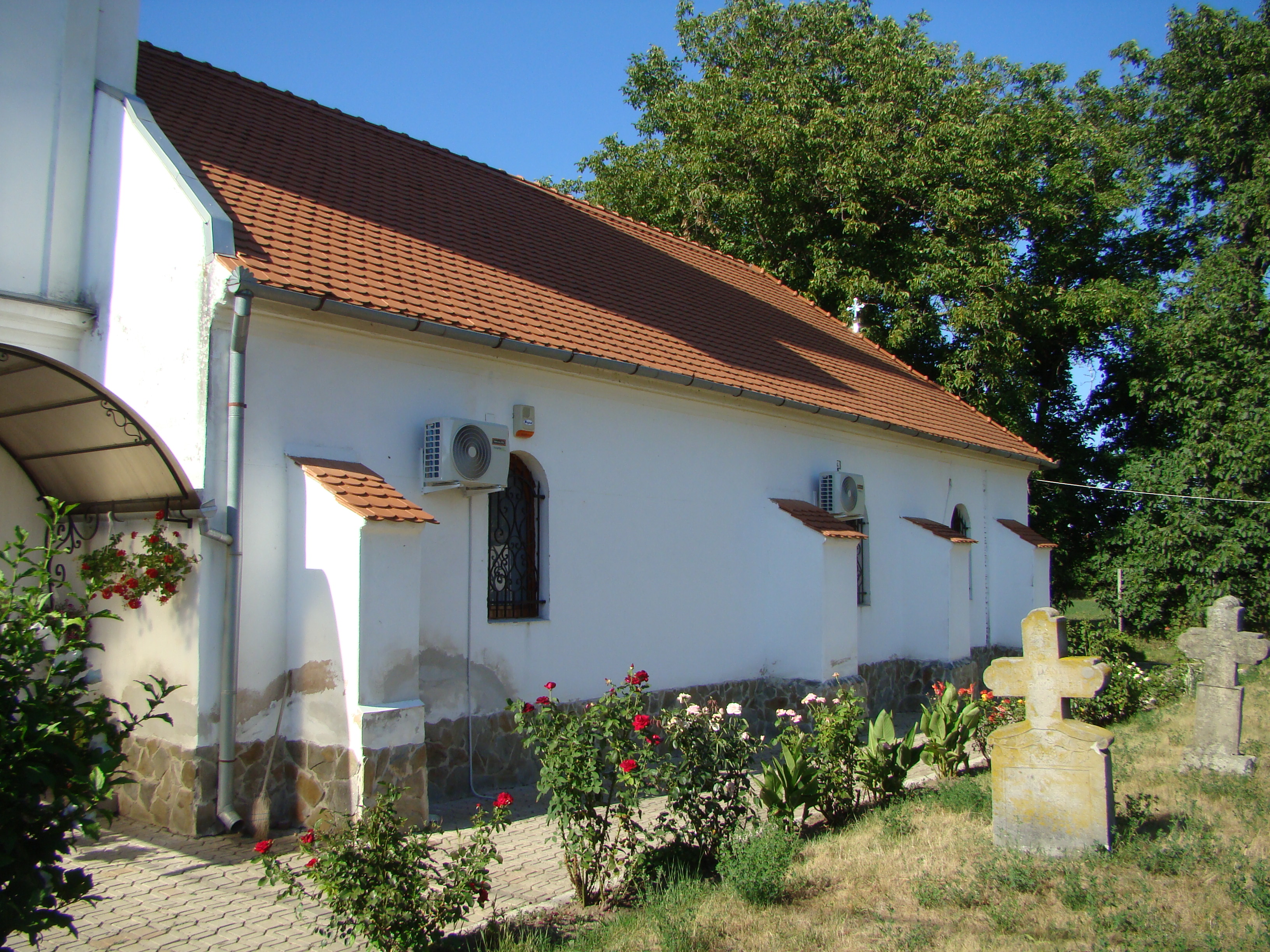